# La Dernière Chose qu'il m'a dite (série télévisée)
Pour l’article homonyme, voir La Dernière Chose qu'il m'a dite.
La Dernière Chose qu'il m'a dite (The Last Thing He Told Me) est une mini-série américaine en sept épisodes d'environ 39 minutes créée par Laura Dave et Josh Singer, diffusée entre le 14 avril et le 19 mai 2023 sur Apple TV+.
Il s'agit de l'adaptation du roman La Dernière Chose qu'il m'a dite de l'autrice américaine Laura Dave, publié en 2021 aux États-Unis.

## Synopsis
Hannah (Jennifer Garner) noue une relation inattendue avec sa belle-fille (Angourie Rice) alors qu'elle cherche son mari qui a récemment disparu.

## Distribution

### Acteurs principaux
- Jennifer Garner (VF : Laura Blanc) : Hannah Hall
- Angourie Rice (VF : Clara Quilichini) : Bailey Michaels / Kristin
- Aisha Tyler (VF : Anne Dolan) : Jules Nichols
- Augusto Aguilera (es) (VF : Benjamin Penamaria) : Grady Bradford
- Nikolaj Coster-Waldau (VF : Damien Boisseau) : Owen Michaels / Ethan

### Acteurs récurrents et invités
- Geoff Stults : Jake Davis
- John Harlan Kim (VF : Maxime Baudouin) : Bobby Park
- David Morse : Nicholas Bell
- Victor Garber : le professeur Tobias Cookman

 Source et légende : version française (VF) sur RS Doublage

## Production
Julia Roberts a été engagée pour le rôle principal en décembre 2020, avant d'être remplacée par Jennifer Garner en novembre 2021.

### Tournage
Le tournage de la série a commencé le 3 mai 2022.

## Épisodes
1. Protège-là (Protect Her)
2. Le Jour d'après (The Day After)
3. Bienvenue à Austin (Keep Austin Weird)
4. Témoin de votre vie (Witness to Your Life)
5. Le Never Dry (The Never Dry)
6. Les Vestiges du passé (When We Were Young)
7. Le Sanctuaire (Sanctuary)